# Aspila batuense
Aspila batuense là một loài bướm đêm trong họ Noctuidae.